# 科爾特 (阿肯色州)
科爾特（英語：Colt）是一個位於美國阿肯色州聖弗朗西斯縣的城市。

## 地理
科爾特的座標為35°07′51″N 90°48′41″W / 35.13083°N 90.81139°W，而該地的平均海拔高度為77米（即253英尺）。

## 人口
根據2020年美國人口普查的數據，科爾特的面積為3.26平方千米，皆為陸地。當地共有人口293人，而人口密度為每平方千米89人。